# Xa vut dalla vetta
Xa vut dalla vetta (in italiano: Cosa vuoi dalla vita, grafia bolognese corretta Csa vût da la vétta) è il quinto album in studio del cantautore Andrea Mingardi, pubblicato nel 1981. I testi delle canzoni sono tutti in dialetto bolognese.

## Tracce
1. Xa vutt dalla vétta
2. Ubaldo
3. Capufezzi
4. Castagnaz
5. Ti un urineri
6. Cara Uga
7. A san stoff ed ster que'
8. Settico blues
9. Bibappalula
10. Malincuni'